# 圭亞那城

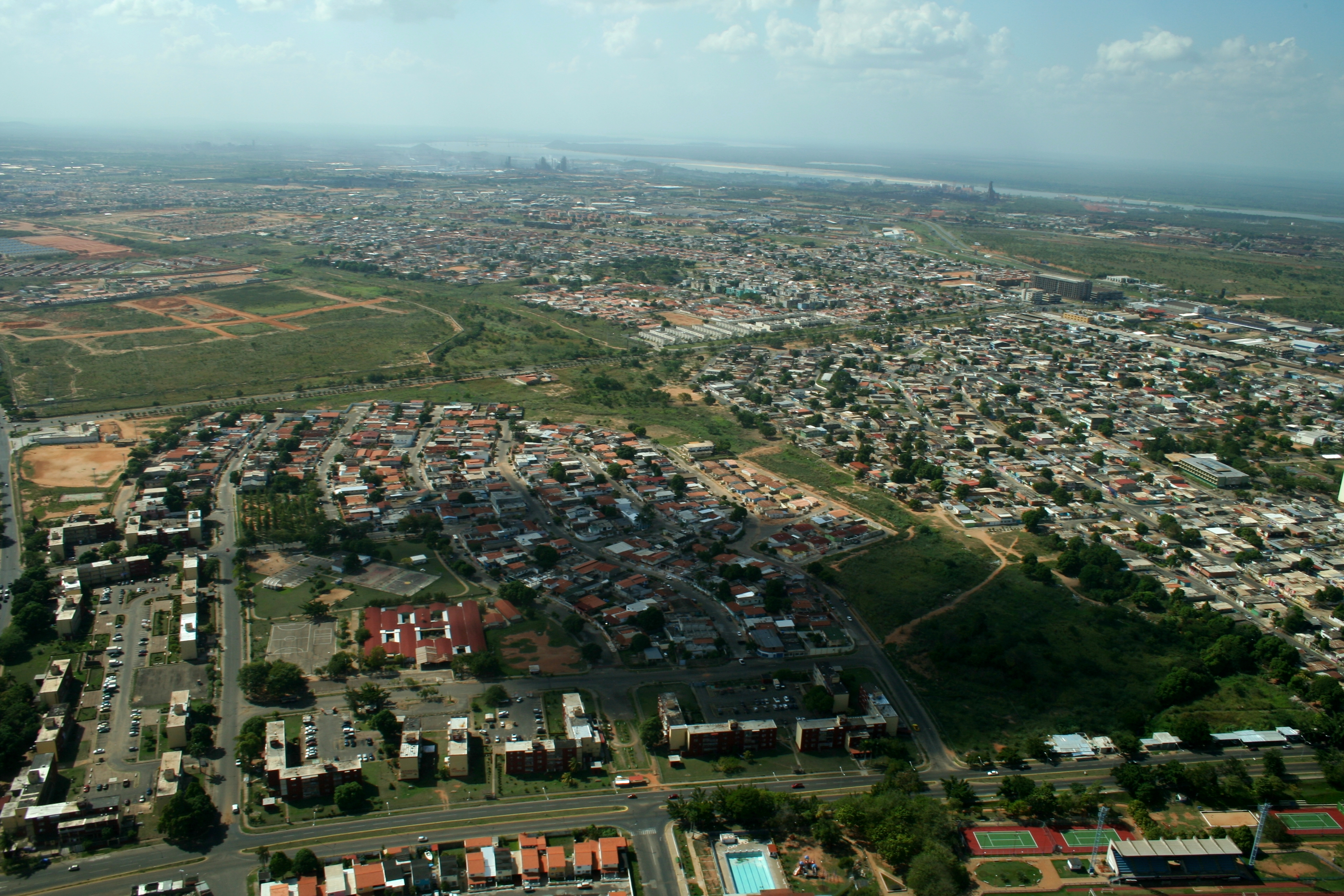

圭亞那城（西班牙語：Ciudad Guayana）是委內瑞拉的城市，由玻利瓦爾州負責管轄，位於該國東北部奧里諾科河南岸，始建於1961年，面積3,200平方公里，海拔高度13米，2001年人口940,477。由东边的圣费利克斯（San Félix）旧城和西边的奥尔达斯港新城合并而成。圭亞那城雖然含有「圭亞那」，即蓋亞那合作共和國，卻不在該國境內，而是在其西邊鄰國委內瑞拉境內。

## 经济
该城在委内瑞拉国内经济上排名第四。主要产业为炼铁、铝业及电子工业。